# Campionato mondiale giovanile di scherma 2006
Il Campionato mondiale juniores di scherma del 2006 ("2006 World Juniors Fencing Championships") è stato organizzato dalla Federazione internazionale della scherma e si è svolto a Taebaek in Corea del Sud dal 9 al 10 aprile.
Nel fioretto, si sono aggiudicati i titoli del campionato mondiale l'italiano Valerio Aspromonte, che ha battuto in finale il francese Jeremy Cadot, e la statunitense Emily Cross che ha avuto la meglio sull'italiana Arianna Errigo.
Nella spada il tedesco Steffen Launer ha battuto in finale il cinese Feng Wang, ottenendo il titolo mondiale juniores maschile, mentre tra le donne l'elvetica Tiffany Géroudet ha superato la coreana Eunsook Choi.
Nella sciabola l'ucraino Dmytro Bojko prevale sull'italiano Luigi Samele, mentre la statunitense Rebecca Ward ha battuto la tedesca Alexandra Bujdoso.
Nel campionato mondiale juniores a squadre maschili, la nazionale italiana ha prevalso nella finale del fioretto contro la Francia, mentre la nazionale Kazaka ha vinto nella spada contro la formazione russa, ed infine la nazionale russa ha avuto la meglio sulla compagine ucraina nella sciabola.
Nel campionato mondiale juniores a squadre femminili, la nazionale italiana ha prevalso nella finale del fioretto contro la Russia, la Russia ha vinto nella spada contro la compagine ucraina, ed infine la formazione statunitense ha avuto la meglio sulla nazionale cinese nella sciabola.

## Podi

### Uomini
| Specialità  | Oro                                                                           | Argento                                                              | Bronzo                                                                     |
| Individuali |                                                                               |                                                                      |                                                                            |
| Fioretto    | Valerio Aspromonte                                                            | Jérémy Cadot                                                         | Oren Bassal Clement Desvaux                                                |
| Spada       | Steffen Launer                                                                | Feng Wang                                                            | David España Benjamin Ungar                                                |
| Sciabola    | Dmytro Bojko                                                                  | Luigi Samele                                                         | Nikolaj Kovalëv Benoît Lamboley                                            |
| A squadre   |                                                                               |                                                                      |                                                                            |
| Fioretto    | Italia Valerio Aspromonte Alessandro Meringolo Martino Minuto Francesco Senni | Francia Jérémy Cadot Clément Desvaux Ghislain Perrier Thibault Sarda | Cina Bingwei Li Jiale Tao Zhile Zhou -                                     |
| Spada       | Kazakistan Elmir Alimzhanov Dmitriy Gryaznov Sergey Khodos Sergey Panteleev   | Russia Anton Avdeev Leonid Bondar Vseslav Morgoev Sergej Toropygin   | Germania Emanuel Flierl Steffen Launer Thomas Markovics Maximilian Mutze   |
| Sciabola    | Russia Nikolaj Kovalëv Aleksandr Paderov Veniamin Rešetnikov Artëm Zanin      | Ucraina Dmytro Bojko Anton Kuksa Oleksandr Torčuk Andrij Jahodka     | Germania Benedikt Beisheim Max Hartung Björn Hübner-Fehrer Johannes Klebes |

### Donne
| Specialità  | Oro                                                                               | Argento                                                                       | Bronzo                                                                |
| Individuali |                                                                                   |                                                                               |                                                                       |
| Fioretto    | Emily Cross                                                                       | Arianna Errigo                                                                | Jinyan Chen Berangere Genevois                                        |
| Spada       | Tiffany Géroudet                                                                  | Eunsook Choi                                                                  | Ling Wang Emma Wertsén                                                |
| Sciabola    | Rebecca Ward                                                                      | Alexandra Bujdoso                                                             | Ekaterina D'jačenko Caroline Vloka                                    |
| A squadre   |                                                                                   |                                                                               |                                                                       |
| Fioretto    | Italia Martina Batini Valentina De Costanzo Arianna Errigo Maddalena Tagliapietra | Russia Larisa Korobejnikova Kristina Novalin'ska Julija Rašidova Aida Šanaeva | Germania Sandra Bingenheimer Viola Hänlein Roxanne Merkl Hannah Roder |
| Spada       | Russia Julija Neljubova Elena Šašarina Nadežda Šutova Vlada Vlasova               | Ucraina Kateryna Blochina Olena Rejzlina Jana Šemjakina Ol'ha Zadorožna       | Corea del Sud Eunsook Choi Shin-Ae Kim Sul Hwa Kim A Lam Shin         |
| Sciabola    | Stati Uniti Jackie Jacobson Caroline Vloka Rebecca Ward Dagmara Wozniak           | Cina Fei Guo Yan Wang Min Zhu -                                               | Italia Loreta Gulotta Ilaria-Jane Romano Livia Stagni Irene Vecchi    |

## Medagliere
| Pos.   | Nazione       | Oro | Argento | Bronzo | Totale |
| ------ | ------------- | --- | ------- | ------ | ------ |
| 1      | Italia        | 3   | 2       | 1      | 6      |
| 2      | Stati Uniti   | 3   | 0       | 2      | 5      |
| 3      | Russia        | 2   | 2       | 2      | 6      |
| 4      | Ucraina       | 1   | 2       | 0      | 3      |
| 5      | Germania      | 1   | 1       | 3      | 5      |
| 6      | Svizzera      | 1   | 0       | 0      | 1      |
| 6      | Kazakistan    | 1   | 0       | 0      | 1      |
| 8      | Francia       | 0   | 2       | 3      | 5      |
| 8      | Cina          | 0   | 2       | 3      | 5      |
| 10     | Corea del Sud | 0   | 1       | 1      | 2      |
| 11     | Svezia        | 0   | 0       | 1      | 1      |
| 11     | Spagna        | 0   | 0       | 1      | 1      |
| 11     | Israele       | 0   | 0       | 1      | 1      |
| Totale | Totale        | 12  | 12      | 18     | 42     |